# Cimahi
Cimahi è una città dell'Indonesia nella provincia di Giava Occidentale. Gode dello statuto di municipalità (kota).
La città è posta a 180 km a sud-est di Giacarta.

## Geografia antropica

### Suddivisioni amministrative
La città è divisa in 3 distretti (kecamatan) e 15 villaggi (kelurahan):
- Cimahi Utara
  - Villaggi: Pasirkaliki, Cibabat, Citeureup, Cipageran.
- Cimahi Tengah
  - Villaggi: Baros, Cigugur Tengah, Karang Mekar, Setiamanah, Padasuka, Cimahi.
- Cimahi Selatan
  - Villaggi: Melong, Cibeber, Utama, Cibeureum, Leuwigajah.